# Die Flucht in die Nacht
Die Flucht in die Nacht é um filme mudo produzido na Alemanha em 1926, dirigido por Amleto Palermi e com atuações de Conrad Veidt, Robert Scholz e Angelo Ferrari. É baseado na peça Henry IV, de Luigi Pirandello.